# たんせい
たんせい (MS-T1) は、東京大学宇宙航空研究所（後の宇宙科学研究所、現在の宇宙航空研究開発機構宇宙科学研究本部）が打上げた技術試験用人工衛星である。Μ（ミュー）ロケットで打ち上げられた最初の衛星となった。開発・製造は日本電気が担当した。名前は東京大学のスクールカラーである「淡青｣にちなむ。また開発名のMSは"Mu Satellite"の略、Tは試験機であることを示す。

## 開発の目的と背景
当機は宇宙航空研究所の開発した全段固体ロケットであるM-4Sロケットの性能を確認するために開発された。同ロケットは1970年9月25日に1号機で科学衛星「MS-F1」の打ち上げに失敗している。そのため、次の科学衛星「MS-F2」を打ち上げる前にロケットの性能テストを行う必要があると判断され、当機の開発に至った。また当機は、軌道上における人工衛星の内部環境を調べることも目的とした。
なお、工学試験ミッションとしては当機に始まるMS-Tシリーズのほかに、後のMUSESシリーズがあるが、MS-Tが主に人工衛星自体の試験とロケットの性能試験を主目的とするのに対し、MUSESシリーズは未来の理学ミッションで必要となる技術の習得、あるいは新規開拓を目指す点が異なる。

## 機体
当機はMS-F1の設計や試作された構体・部品を流用し、3ヶ月で開発された。そのため、MS-F1およびF2（しんせい）とよく似た外見をしている。
搭載機器は次に挙げるとおり。このうち多くが衛星として基本的なシステムである。
- テレメーター送信機 (TM)
- コマンド受信機 (CM)
- データレコーダ (DR)
- 電池 (BAT) -- 酸化銀電池
- 衛星内部環境計測器 (HK)
- 姿勢系 (GAS) -- 地磁気姿勢系と太陽センサーからなる
- 太陽電池の性能計測器 (SC-M)

このうち電源系を除く機器はMS-F1と同じものを使用している。

## 運用
当機は1971年2月16日13:00 (JST) 、鹿児島宇宙空間観測所からM-4Sロケット2号機で打ち上げられ、近地点高度989km、遠地点高度1,109km、軌道傾斜角30°の軌道に投入された。
軌道上では1週間の試験を行い、2月23日に電池の寿命が尽きたため運用を終了した。